# Roberto Setton
Roberto Setton (São Paulo, 15 de fevereiro de 1965) é um fotógrafo brasileiro.
É formado em Cinema pela FAAP (1985-1989). Iniciou sua trajetória no fotojornalismo como free-lancer por volta de 1990, quando fotografou para revistas como: A Hebraica,Cláudia e Isto é. Entre 1994 e 1998, fotografou para a Agência Estado. De 1998 até 2002, foi fotógrafo da Revista Época. Atualmente é free-lancer e vem fotografando para os jornais Folha de S.Paulo, Valor Econômico e para as revistas Época e Veja, entre outras. É também fotógrafo da Cia Livre de Teatro. Paralelamente ao trabalho fotojornalístico, Roberto Setton desenvolve alguns trabalhos pessoais, sempre com o enfoque na fotografia documental, como Mãos, exposto no Centro Cultural São Paulo em 1998 e Domingo exposto em abril de 2005 na Pinacoteca do Estado de São Paulo. Foi casado por 14 anos com o atriz Isabel Teixeira, com quem possui dois filhos.